# Cedar Bluffs
Cedar Bluffs é uma vila localizada no estado americano de Nebraska, no Condado de Saunders.

## Demografia
Segundo o censo americano de 2000, a sua população era de 615 habitantes.
Em 2006, foi estimada uma população de 605, um decréscimo de 10 (-1.6%).

## Geografia
De acordo com o United States Census Bureau, a localidade tem uma área de 1,0 km², sem área coberta por água.

## Localidades na vizinhança
O diagrama seguinte representa as localidades num raio de 16 km ao redor de Cedar Bluffs.